# Crassula helmsii
Crassula helmsii là một loài thực vật có hoa trong họ Crassulaceae. Loài này được (Kirk) Cockayne miêu tả khoa học đầu tiên năm 1907.